# Casa al passeig del Remei, 16 (Caldes de Montbui)
La Casa al passeig del Remei, 16 és una casa modernista de Caldes de Montbui (Vallès Oriental) protegida com a bé cultural d'interès local.

## Descripció
És un edifici entre mitgeres de crugia molt estreta, originàriament unifamiliar, de planta baixa i un pis. L'estructura de l'edifici és la tradicional de parets de càrrega i forjats de bigues de fusta.
La façana ordena la disposició i el tipus de forats segons dos eixos verticals. Aquests eixos no es disposen de manera simètrica sinó que es desplacen a l'esquerra respecte el centre de la façana. Els forats són de proporcions verticals. La façana presenta una component horitzontal important, degut a la posició central de la balconera a manera de balustrada que relliga els dos forats de la primera planta i els remats decoratius de ceràmica que formen unes franges compositives tant en la primera planta com a la planta baixa. El remat superior es produeix mitjançant una barana d'obra corbada. Els acabats de la façana són estucats i presenten en planta baixa un especejament, imitant carreus de pedra. La coberta és a dues vessants de teula àrab i queda amagada pel remat o barana corbada.
Es pot destacar els elements arquitectònics individuals que componen la façana, principalment els remats i motius decoratius de ceràmica que formen una sèrie de franges compositives molt singulars que marquen unes traces divisòries horitzontals; el remat de l'edifici format per una espècie de frontó circular; i els petits detalls de ferro forjat de la porta i de la finestra de la planta baixa. Cal destacar en el seu interior el paviment original de peces de ceràmica de colors.

## Història
La casa és d'inicis d'aquest segle. Com totes les de la zona, eren cases pels treballadors de la fàbrica que hi ha just al costat. Se situa al passeig del Remei, construït cap a 1860. Les edificacions del passeig es realitzaren principalment a finals del segle xix i principis del XX. Posteriorment s'han dut a terme modificacions, sobretot en l'interior dels habitatges, però no han fet desmerèixer gaire la imatge del conjunt urbà.
L'arquitectura és força homogènia, sobretot amb la tipologia de cases unifamiliars entre mitgeres. Les alçades són principalment de dues i tres plantes. És un dels espais urbans més peculiars i representatius de la vila de Caldes, amb unes característiques molt pròpies. A la banda de llevant del carrer se situaven les cases dels treballadors de la fàbrica, més petites i de crugia molt estreta. A la banda de ponent se situaven les cases d'estiueig, aquestes tenien unes dimensions i una crugia més grans.